# ProgeCAD
A progeCAD egy 2D és 3D modellek rajzolásához és szerkesztéshez kifejlesztett CAD program – az AutoCAD olcsóbb alternatívája, elsősorban 2D rajzolásra alkalmas. Ez az olasz progeSOFT vállalat műhelyéből származó szoftver IntelliCAD magon alapszik és Windows XP, Windows Vista, Windows 7, Windows 8, Windows 8.1, Windows 10 és MAC OS operációs rendszereken fut.
A progeCAD az AutoCAD 2.5-ös verziójától a 2016-os verzióig minden DWG és DXF formátummal dolgozik, támogatja a 2D és 3D professzionális rajzolást, illetve a PDF vagy JPG formátumba való nyomtatást. Főként az építészet, építőipar, gépészet, elektrotechnika, design stb. rajzainak és projektjeinek rajzolására és létrehozására van szánva. A program tartalmazza az összes elengedhetetlen eszközt a 2D-s és 3D-s rajzoláshoz.
Az AutoCAD-del ellentétben nem tartalmaz ARX objektumokat, viszont sok eszköze az AutoCAD-ben nem található. Ilyen például a PDF átváltása DWG-re.
A progeCAD platformja támogatja az API interfészt (például az AutoLISP és a VBA) a független harmadik felek részéről való kiterjesztések létrehozásához.
A program natív formátuma a DWG, továbbá támogatja a DXF és DWF formátumokat is.

## Licencelése
Az igényekhez igazodóan a programot többféle licencelési technológiával is meg lehet vásárolni:

### Egy számítógépes
A megvásárolt programot egy számítógépre lehet telepíteni és azon használni

### USB
A programot tetszőleges számú munkaállomásra lehet telepíteni, azonban egyszerre csak egy példányban lehet használni, azon a munkaállomáson, amelyhez az USB licenc kulcs csatlakozik

### Hálózati
A helyi hálózaton tetszőleges számú munkaállomásra lehet telepíteni a programot, azonban egyszerre legfeljebb a megvásárolt licencek számának megfelelő példányban használható.

### Nem üzletszerű felhasználása
A gyártó nem üzletszerű felhasználásra a program ProgeCAD Smart változatát ingyenesen teszi elérhetővé.

### Oktatási licenc
Az iskolák számára a progeCAD teljesen ingyenesen regisztrálható és használható.

## Programozhatósága
A különböző feladatokhoz igazodóan a felhasználó választhat az AutoLISP, SDS és a VBA környezet között a makrók írásakor

## Kapcsolódó oldalak
- AutoCAD
- CAD
- DWG
- DXF
- DWF

## Külső hivatkozások
- progeCAD Magyarország honlapja
- progeCAD a Downloads.hu oldalon